# Olsen-bandens sidste bedrifter

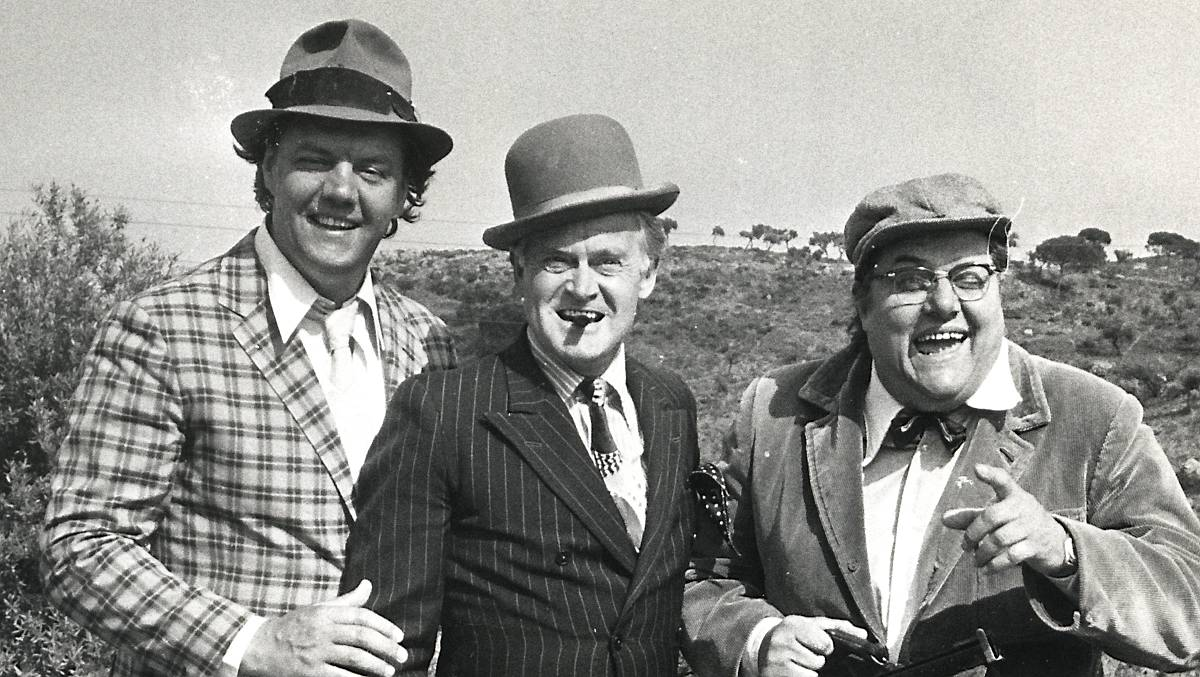
Olsen-banden. Skådespelarna Morten Grunwald, Ove Sprogøe och Poul Bundgaard. 1974.

Olsen-bandens sidste bedrifter är en dansk komedifilm i regi av Erik Balling som hade premiär den 4 oktober 1974. Det är den sjätte filmen i filmserien om de tre brottslingarna Egon Olsen, Benny Frandsen och Kjeld Jensen och deras jakt på den stora kuppen.

## Handling
Egon Olsen blir anställd av Holm-Hansen för att öppna ett kassaskåp i Schweiz. Det visar sig dock att Egon blivit lurad, och när han lyckas fly hem till Danmark har han planerat en hämnd. För att hämnas behöver han sin gamla kumpaner Benny och Kjeld.

## Om filmen

### Uppföljare
Det var meningen att denna film skulle bli den sista i serien, men det danska folket krävde fler filmer och därför gav filmbolaget upphovsmännen i uppgift att skriva en film till: Olsen-banden på sporet, som kom redan nästa år.

### Kuriosa
I rollerna som tre fulla turister ser man de norska skådespelarna Arve Opsahl, Sverre Holm och Carsten Byhring, som är huvudrollsinnehavarna i den norska versionen av filmserien.

### Norsk version
Olsenbandens sista bedrifter från 1975 är en norsk version av denna film.

### Jönssonligan
Detta filmmanus låg till grund för den svenska filmen Varning för Jönssonligan.

## Rollista (i urval)
- Ove Sprogøe - Egon Olsen
- Morten Grunwald - Benny Frandsen
- Poul Bundgaard - Kjeld Jensen
- Kirsten Walther - Yvonne Jensen
- Jes Holtsø - Børge Jensen
- Axel Strøbye - Kriminalassistent Jensen
- Ole Ernst - konstapel Holm
- Bjørn Watt-Boolsen - Johan Morgan Rockefeller Holm-Hansen jr
- Ove Verner Hansen - Bøffen
- Lily Weiding − turist som jagar Benny
- Holger Vistisen − portier
- Freddy Koch − Holm Hansens man i Schweiz
- Poul Glargaard − Tolder
- Karl Stegger − vakt
- Poul Thomsen − busschaufför
- Solveig Sundborg − fotgängare
- Holger Perfort − tränare
- Valsø Holm − polid
- Arve Opsahl − Knut
- Sverre Holm − Olav
- Carsten Byhring − Øjvind
- Bo Christensen − den tyska kontakten
- Palle Wolfsberg − Grise-Hansen
- Knud Hilding − brovakt
- Alf Andersen − Shejken av Abradan[4]